# Lintian
lintian – narzędzie pomocnicze w połączeniu z dpkg, debianowym systemem zarządzania pakietami. Sprawdza pakiety systemowe w poszukiwaniu typowych błędów i nieścisłości. Obecna wersja jest zgodna ze standardami 3.9.5, określonymi dla Debiana. Sprawdzenie poprzez Lintian jest często wymagane przed umieszczeniem pakietu w głównym repozytorium.
Linda była inną aplikacją, której zadaniem było przezwyciężenie wielu trudności związanych z lintian. Była napisana w Pythonie i szybsza w stosunku do obecnych wersji lintian. Jednakże, lintian był lepiej znany, i przeszedł wiele poprawek likwidujących wcześniejsze problemy.